# Gwido Langer
Pour les articles homonymes, voir Langer.
Gwido Karol Langer, né le 2 septembre 1894 à Zylina et mort le 30 mars 1948 à Kinross en Écosse, est chef du Bureau du Chiffre polonais qui a réussi à casser  le code de la machine de cryptage allemande Enigma.

## Biographie
Né le 2 septembre 1894 à Zylina à côté de Cieszyn, en territoire polonais sous occupation autrichienne, Gwido Langer passe son baccalauréat en 1911, puis opte pour une carrière militaire. Il suit les cours de l'Académie militaire thérésienne à Wiener Neustad de 1911 à 1914, d'où il sort sous-lieutenant. Durant la guerre de 1914, il combat sur le front russe et il est blessé deux fois. 
Lors de la révolution bolchevique, il réussit à s'évader, puis à rejoindre, en décembre 1918, la 5e Division polonaise Sibérienne. À la suite de l'anéantissement de cette unité par les troupes soviétiques le 10 janvier 1920, il est déporté et condamné aux travaux forcés. Réussissant de nouveau à s'évader, il gagne Varsovie, où il s'engage dans l'Armée polonaise en cours de création. 
De 1923 à 1924, il suit les cours de l'École de Guerre de Varsovie. Il est promu major le 18 décembre 1924, et affecté à la 1re Division d'Infanterie. 
Le 15 janvier 1929, Langer quitte le poste de chef d'état-major de la 1re division d'infanterie, afin de prendre les fonctions du chef du Bureau du Chiffre de l'État-major, poste qu'il occupe jusqu'en 1939. Il est responsable de la cryptographie, des transmissions des services de renseignements, du renseignement transmissions et de la radio-goniométrie. En outre, il s'occupe de l'interception et du décryptage des trafics russes et allemands. Dans ce cadre d'activités, Langer travaille en étroite coopération avec le capitaine Gustave Bertrand, responsable de la Section D des Services Spéciaux français.
Peu de temps après sa prise de poste, Gwido Langer a la clairvoyance de comprendre que, pour "casser" le code des messages radio allemands chiffrés mécaniquement, il lui faut renforcer le potentiel de son équipe de décryptage par de nouveaux talents. Il engage trois jeunes mathématiciens qui suivent ses cours de cryptographie qu'il dispense à l'université de Poznan : Marian Rejewski, Jerzy Rozycki et Henryk Zygalski. En décembre 1932, Marian Rejewski réussit à développer une théorie mathématique qui lui permet le déchiffrage des messages radio allemands codés avec la machine Enigma. À partir de cette date, et jusqu'en 1939, le Bureau du Chiffre polonais réussit, sans discontinuité, à décrypter tous les messages radio allemands en provenance de la Wehrmacht, de la Luftwaffe, de la Gestapo, et même ceux de la Kriegsmarine jusqu'au printemps 1938. Pour cela, Langer développe, puis fabrique les machines électromécaniques nécessaires, pour déterminer automatiquement les clés utilisées par les machines allemandes à coder les messages radio.
À la veille de la guerre, le 25 juillet 1939, Gwido Langer organise une conférence avec ses homologues alliés britanniques et français auxquelles il révèle que son équipe lit les messages radio allemands codés mécaniquement. Il leur remet aussi une réplique polonaise de la machine allemande Enigma, que son service a reconstituée. 
Après l'invasion de la Pologne par l'Allemagne nazie et de la Russie soviétique, Gwido Langer réussit à échapper à l'emprisonnement et à passer avec son équipe en Roumanie. Interné sur place, il contacte l'Ambassade de France de Bucarest et fait passer un message au capitaine Gustave Bertrand, du Bureau du Chiffre français. Avec l'aide de ce dernier, Langer arrive à Paris le 2 octobre 1939. Sur place, il est affecté au PC Bruno, à Gretz-Armainvilliers, comme responsable de l'équipe polonaise de décryptage. C'est en ce lieu, que le 17 janvier 1940 l'équipe de Gwido Langer " casse ", pour la première fois en temps de guerre, le code utilisé par la machine allemande Enigma.
Après la signature de l'Armistice par la France, Langer est évacué en Algérie. À Alger, il manifeste son désir de gagner l'Angleterre pour se mettre au service de la Pologne libre et des Alliés. En dépit de ses réticences, il est contraint de revenir en zone libre pour y animer le centre de décryptage clandestin organisé par les Services Spéciaux de Vichy. Ce PC Cadix, situé près d'Uzès fonctionne du 1er octobre 1940 au 6 novembre 1942, avec l'objectif d'agir contre les espions allemands qui s'infiltrent en zone libre. Durant toute cette période, et du fait du caractère forcé de sa présence en zone libre, Gwido Langer refuse de travailler contre l'Angleterre, et dirige un réseau de renseignements infiltré dans la structure des Services Spéciaux de Vichy et qui agit au bénéfice de la Pologne libre et de l'Angleterre. Ainsi des milliers de messages radio allemands ne sont pas transmis aux responsables de Vichy, mais envoyés directement à Londres. 
Détecté, puis localisé par les voitures goniométriques allemandes, le PC Cadix arrête son activité. L'évacuation clandestine de Gwido Langer et de ses compagnons à travers la frontière espagnole, est organisée par Gustave Bertrand, mais pose problème.
Lors d'une tentative de passage, Gwido Langer est arrêté le 13 janvier 1943, puis condamné à un mois de prison, pour tentative illégale de passage de frontière. À sa libération, abandonné à lui-même, il tente à plusieurs autres reprises de passer en Espagne, pour être finalement arrêté avec son groupe, car le passeur collabore avec la Gestapo. Maksymilian Ciężki, Antoni Palluth, Edward Fokczyński et Kazimierz Gaca sont arrêtés dans les Pyrénées, alors qu'ils tentent de passer en Espagne. Langer et Ciężki sont emprisonnés au Frontstalag 122 à Compiègne.
Langer est interrogé avec beaucoup de brutalité par la police allemande, mais ne dévoile aucun des lourds secrets dont il est dépositaire. Son silence permet aux Alliés de garder l'avantage de leur situation en termes de décryptage, et de continuer à lire les messages chiffrés par la machine allemande Enigma. Langer et Ciężki sont ensuite transférés au SS Sonderkommando de Schloss Eisenberg (Schloss Jezeří), satellite du KL Flossenbürg. 
En mai 1945, Langer est libéré par les troupes américaines, puis rejoint Londres où il  est reçu avec froideur par le colonel Stanisław Gano, chef du renseignement polonais. Il est atterré d'être tenu pour responsable de la capture de ses hommes. Mort au camp des transmissions polonaises de Kinross, Écosse, le 30 mars 1948, il est enterré dans une tombe anonyme de Wellshill, Perth. 
Aucun décoration ni distinction française ou anglaise ne lui est jamais accordée.
Le 1er décembre 2010, son corps est exhumé pour être inhumé à nouveau, avec les honneurs militaires, au cimetière communal de Cieszyn, Pologne, berceau de la famille, où il avait grandi.

## Distinctions
- Grand-croix de l'ordre Polonia Restituta, à titre posthume (2010)
- Croix de la Valeur – deux attributions
- Croix du Mérite en or
- Croix de l'Indépendance
- Medal Międzysojuszniczy (Médaille Interalliée)